# André Frédéric Cournand
Pour les articles homonymes, voir Cournand.
André Frédéric Cournand, né le 24 septembre 1895 à Paris 1er et mort le 19 février 1988 à Great Barrington dans le comté de Berkshire dans le Massachusetts, est un médecin et physiologiste français, naturalisé américain en 1941. Il reçoit le prix Nobel de physiologie ou médecine en 1956 pour ses travaux sur le cathétérisme cardiaque. Il est le père adoptif du Compagnon de la Libération Pierre Rosset-Cournand.

## Biographie
Fils du chirurgien dentiste Jules Cournand (né en 1868) et de Marguerite Weber (née en 1873), André Frédéric Cournand fait des études de sciences que la Première Guerre mondiale interrompt. Il entreprend en 1919 des études de médecine à la Faculté de médecine de Paris.
En 1925, il épouse en premières noces Germaine Schwob, dont il divorcera trois ans plus tard.
Il soutient sa thèse de médecine en 1930 sur la sclérose. Le 2 septembre de la même année, il épouse en secondes noces Sibylle Blumer (1901-1959), fille du pianiste Fritz Blumer (1859-1934) et de la galeriste Jeanne Bucher (1872-1946). 
André Frédéric Cournand part ensuite aux États-Unis pour travailler un an à l'université Columbia à New York sur la tuberculose, et il se voit offrir de poursuivre son travail sur la physiologie de la respiration avec Dickinson Richards au Bellevue Hospital de l'université de New York,,.
C'est à cette occasion qu'il expérimente pour la première fois le cathétérisme cardiaque, technique qu'il perfectionne par la suite avec l'utilisation des rayons X pour suivre l'introduction du cathéter dans la veine jusqu'au cœur,,. Il retourne ensuite travailler à Columbia au College of Physicians and Surgeons en 1934 et y devient professeur de 1951 à 1963.

## Distinctions
En 1949, il reçoit le prix Albert-Lasker pour la recherche médicale fondamentale et en 1956, il est corécipiendaire du prix Nobel de physiologie ou médecine avec Werner Forssmann et Dickinson Richards.